# Cyllodania bicruciata
Cyllodania bicruciata là một loài nhện trong họ Salticidae.
Loài này thuộc chi Cyllodania. Cyllodania bicruciata được Eugène Simon miêu tả năm 1902.